# Сомівка
Со́мівка —  село в Україні, у Берестинському районі Харківської області. Населення становить 531 осіб. Входить до складу Зачепилівської селищної територіальної громади.

## Географія
Село Сомівка знаходиться на правому березі річки Оріль, русло річки звивисте, на ньому багато лиманів, на протилежному березі проходить Канал Дніпро — Донбас, нижче за течією на відстані 6 км розташоване село Семенівка, вище за течією на відстані 2 км - село Займанка, село перетинає балка Жучиха по якій протікає пересихаючий струмок.

## Історія
Село засноване 1758 року.
До 2017 року належало до Сомівської сільради. Відтак увійшло до складу Зачепилівської громади.
Після ліквідації Зачепилівського району 19 липня 2020 року село увійшло до Красноградського (Берестинського) району.

## Населення
Згідно з переписом УРСР 1989 року чисельність наявного населення села становила 550 осіб, з яких 237 чоловіків та 313 жінок.
За переписом населення України 2001 року в селі мешкало 529 осіб.

### Мова
Розподіл населення за рідною мовою за даними перепису 2001 року:
| Мова       | Відсоток |
| ---------- | -------- |
| українська | 94,54 %  |
| російська  | 4,33 %   |
| вірменська | 0,38 %   |
| інші       | 0,75 %   |

## Економіка
- ПП «Сомівське».
- КСП «Зачепилівське».

## Об'єкти соціальної сфери
- Школа.
- Дошкільна дитяча установа
- Бібліотека.
- Амбулаторія сімейного лікаря.
- Село газифіковане.

## Відомі уродженці
- Покус Іван Іванович - голова міліції Харківської області
- Покус Яків Захарович - радянський військовий діяч, комдив.
- Михайлов Микола Васильович - заслужений машинобудівник СРСР і України, ракетобудівник,  начальник виробництва Південного Машинобудівного Заводу (Дніпро)